# Il brigadiere
Il brigadiere  è una commedia teatrale di Denis Ivanovič Fonvizin, è una satira dello gallomania e della società russa del settecento.

## Trama
L'intera vicenda si svolge a casa del Consigliere. Protagonisti sono due coppie già anziane di alti funzionari militari (il Brigadiere e la moglie Brigadiera) e civili (il Consigliere e la moglie Consigliera) in pensione. Il Brigadiere ha un figlio maschio, Ivanuška, promesso sposo, per volontà dei genitori, alla figlia del Consigliere, Sof'ja, la quale però è innamorata d'un altro giovane, Dobroljubov, però squattrinato. La storia è tipica "commedia degli intrecci": il Brigadiere fa la corte alla Consigliera e la Consigliera fa la corte al figlio del Brigadiere. In parallelo, il Consigliere cerca di conquistare la moglie del Brigadiere. 
In quest'intrecciarsi di intrighi amorosi gli unici due che paiono trarre giovamento dalla situazione sono Dobroljubov e Sof'ja. Questi sono i personaggi positivi della commedia (il nome stesso Dobroljubov significa amante del bene mentre Sof'ja saggezza). 
La trama delle opere di Fonvizin, come notato dalla critica, è scarna e l'azione quasi inconsistente. Ciò che è centrale nel teatro di Fonvizin sono i personaggi. Essi risultano personificazioni di atteggiamenti tipici del suo tempo. Ognuno degli altri personaggi incarna in maniera ridicola un modo di vivere del settecento russo: Ivanuška è il tipico giovane gallomane, un giovane che ha avuto occasione di viaggiare in Francia e dal suo ritorno ripudia la Russia e parla un russo esageratamente infarcito di francesismi. Il Brigadiere è un militare e come tale reazionario, tutto d'un pezzo, incapace di capire il figlio mentre parla in francese e in generale privo d'ogni interesse per tutto ciò che non riguardi l'arte bellica. Il Consigliere dal canto suo si rivela un corrotto sin dalle prime scene: s'è ritirato dall'impiego di giudice quando un decreto di Caterina aveva vietato il sistema delle bustarelle arginando la corruzione. La Consigliera invece è una donna che pur non essendo mai uscita dal suo paese, sogna il mondo francese, la moda e i balli parigini e si nutre di romanzi francesi. La Brigadiera infine è descritta come una donna ignorante, incapace di giocare a carte, di capire il figlio nel racconto delle sue esperienze parigine e ignara dell'ardente passione che il Consigliere prova per lei.
Il linguaggio dell'intera commedia ottiene l'effetto comico per i continui inserimenti di lingua francese ostentati dal figlio del Brigadiere e imitati dalla Consigliera e non compresi o addirittura fraintesi dagli altri personaggi.